# Конколевниця
Конколевниця (пол. Kąkolewnica) — село в Польщі, у гміні Конколевниця Радинського повіту Люблінського воєводства.
Населення — 2319 осіб (2011).
У 1975-1998 роках село належало до Білопідляського воєводства.

## Демографія
Демографічна структура станом на 31 березня 2011 року:
|          | Загалом | Допрацездатний вік | Працездатний вік | Постпрацездатний вік |
| -------- | ------- | ------------------ | ---------------- | -------------------- |
| Чоловіки | 1161    | 293                | 730              | 138                  |
| Жінки    | 1158    | 274                | 631              | 253                  |
| Разом    | 2319    | 567                | 1361             | 391                  |